# Kanton Gabarret
Der Kanton  Gabarret war von 1790 bis 2015 ein französischer Wahlkreis im Arrondissement Mont-de-Marsan, im Département Landes und in der Region Aquitaine-Limousin-Poitou-Charentes.

## Geschichte
Der Kanton wurde am 4. März 1790 im Zuge der Einrichtung der Départements als Teil des damaligen „Distrikts Mont-de-Marsan“ gegründet.
Mit der Gründung der Arrondissements am 17. Februar 1800 wurde der Kanton als Teil des damaligen Arrondissements Mont-de-Marsan neu zugeschnitten.
Siehe auch: Geschichte Département Landes und Geschichte Arrondissement Mont-de-Marsan

## Gemeinden
| Gemeinde                | Einwohner Jahr | Fläche km² | Bevölkerungsdichte | Code INSEE | Postleitzahl |
| ----------------------- | -------------- | ---------- | ------------------ | ---------- | ------------ |
| Arx                     | 73 (2013)      | –          | – Einw./km²        | 40015      | 40310        |
| Baudignan               | 48 (2013)      | –          | – Einw./km²        | 40030      | 40310        |
| Betbezer-d’Armagnac     | 139 (2013)     | –          | – Einw./km²        | 40039      | 40240        |
| Créon-d’Armagnac        | 365 (2013)     | –          | – Einw./km²        | 40087      | 40240        |
| Escalans                | 271 (2013)     | –          | – Einw./km²        | 40093      | 40310        |
| Estigarde               | 105 (2013)     | –          | – Einw./km²        | 40096      | 40240        |
| Gabarret                | 1330 (2013)    | –          | – Einw./km²        | 40102      | 40310        |
| Herré                   | 128 (2013)     | –          | – Einw./km²        | 40124      | 40310        |
| Lagrange                | 203 (2013)     | –          | – Einw./km²        | 40140      | 40240        |
| Losse                   | 269 (2013)     | –          | – Einw./km²        | 40158      | 40240        |
| Lubbon                  | 107 (2013)     | –          | – Einw./km²        | 40161      | 40240        |
| Mauvezin-d’Armagnac     | 117 (2013)     | –          | – Einw./km²        | 40176      | 40240        |
| Parleboscq              | 517 (2013)     | –          | – Einw./km²        | 40218      | 40310        |
| Rimbez-et-Baudiets      | 101 (2013)     | –          | – Einw./km²        | 40242      | 40310        |
| Saint-Julien-d’Armagnac | 109 (2013)     | –          | – Einw./km²        | 40265      | 40240        |